# 20歳の趣味講座
20歳の趣味講座（はたちのしゅみこうざ）は、1995年4月8日から1996年3月23日までNHK教育テレビで放送された若者向けの趣味講座番組である。1996年度から『熱中ホビー百科』に引き継がれる。

## 放送時間
土曜日 23:45 - 24:15／翌週土曜日 14:45 - 15:15

## 放送リスト
| 講座名                                   | サブタイトル                   | 放送日         | 司会                        | 講師           |
| ---------------------------------------- | ------------------------------ | -------------- | --------------------------- | -------------- |
| 気分は鳥人 ハンググライダー              | 君も翼を持て                   | 1995年4月8日   | DonDokoDon                  | 西本久平       |
| 気分は鳥人 ハンググライダー              | 風をつかまえろ!                | 1995年4月15日  | DonDokoDon                  | 西本久平       |
| 気分は鳥人 ハンググライダー              | 目指せ!A級ライセンス           | 1995年4月22日  | DonDokoDon                  | 西本久平       |
| 気分は鳥人 ハンググライダー              | 風と遊び大空を翔ける           | 1995年4月29日  | DonDokoDon                  | 西本久平       |
| 耐久レースにチャレンジ! オフロードバイク | バイクオフロードは恐くない     | 1995年5月6日   | DonDokoDon                  | ウィーリー松浦 |
| 耐久レースにチャレンジ! オフロードバイク | バイクで空を飛べ               | 1995年5月13日  | DonDokoDon                  | ウィーリー松浦 |
| 耐久レースにチャレンジ! オフロードバイク | サバイバルコースに挑戦         | 1995年5月20日  | DonDokoDon                  | ウィーリー松浦 |
| 耐久レースにチャレンジ! オフロードバイク | オフロードバイク表彰台をねらえ | 1995年5月27日  | DonDokoDon                  | ウィーリー松浦 |
| ロック・ジグソーパズル                   | バンドを組もう                 | 1995年6月3日   | DonDokoDon                  | 矢倉邦晃       |
| ロック・ジグソーパズル                   | オリジナルソングに挑戦         | 1995年6月10日  | DonDokoDon                  | 矢倉邦晃       |
| ロック・ジグソーパズル                   | ホコテンに参入                 | 1995年6月17日  | DonDokoDon                  | 矢倉邦晃       |
| ロック・ジグソーパズル                   | ライブに出よう                 | 1995年6月24日  | DonDokoDon                  | 矢倉邦晃       |
| ダイビングパラダイス                     | 基本をマスターしよう!          | 1995年7月1日   | 杉山清貴 中條かな子         | 鈴木勝美       |
| ダイビングパラダイス                     | フィッシュウォッチング         | 1995年7月8日   | 杉山清貴 中條かな子         | 鈴木勝美       |
| ダイビングパラダイス                     | 水中写真を撮ろう               | 1995年7月15日  | 杉山清貴 中條かな子         | 鈴木勝美       |
| ダイビングパラダイス                     | ドロップオフとナイトダイビング | 1995年7月22日  | 杉山清貴 中條かな子         | 鈴木勝美       |
| ダイビングパラダイス                     | ケーブダイビングにチャレンジ   | 1995年7月29日  | 杉山清貴 中條かな子         | 鈴木勝美       |
| 挑戦!アドベンチャーキャンプ              | マッチ1本で火をおこせ!         | 1995年8月5日   | DonDokoDon                  | 小野寺蔵       |
| 挑戦!アドベンチャーキャンプ              | ビバークにチャレンジ!          | 1995年8月12日  | DonDokoDon                  | 小野寺蔵       |
| 挑戦!アドベンチャーキャンプ              | 体験!大雪山トレッキング        | 1995年8月19日  | DonDokoDon                  | 小野寺蔵       |
| 挑戦!アドベンチャーキャンプ              | 1泊2日渓流・沢歩き             | 1995年8月26日  | DonDokoDon                  | 小野寺蔵       |
| 個性を磨け!メイク・ファッション          | メイクを極めよう               | 1995年9月2日   | DonDokoDon                  | 山田貴子       |
| 個性を磨け!メイク・ファッション          | コーディネート完全攻略法       | 1995年9月9日   | DonDokoDon                  | 山田貴子       |
| 個性を磨け!メイク・ファッション          | 自分を変えよう                 | 1995年9月16日  | DonDokoDon                  | 山田貴子       |
| 個性を磨け!メイク・ファッション          | 身体から鍛えよう               | 1995年9月23日  | DonDokoDon                  | 山田貴子       |
| 個性を磨け!メイク・ファッション          | 自分を表現する                 | 1995年9月30日  | DonDokoDon                  | 山田貴子       |
| ダートレースに挑戦 軽自動車6時間耐久     | ポンコツ車両再生!マシンの製作  | 1995年10月7日  | DonDokoDon                  | 町田和夫       |
| ダートレースに挑戦 軽自動車6時間耐久     | ドライブテクニックを磨け!      | 1995年10月14日 | DonDokoDon                  | 町田和夫       |
| ダートレースに挑戦 軽自動車6時間耐久     | ダートサーキットを攻略         | 1995年10月21日 | DonDokoDon                  | 町田和夫       |
| ダートレースに挑戦 軽自動車6時間耐久     | チェッカーフラッグをめざせ!    | 1995年10月28日 | DonDokoDon                  | 町田和夫       |
| スノーボード・フリースタイル             | ボードに乗ってみよう           | 1995年11月4日  | DonDokoDon                  | マサ小川       |
| スノーボード・フリースタイル             | ターンをマスターしよう         | 1995年11月11日 | DonDokoDon                  | マサ小川       |
| スノーボード・フリースタイル             | S字ターンに挑戦                | 1995年11月18日 | DonDokoDon                  | マサ小川       |
| スノーボード・フリースタイル             | ジャンプにトライ!              | 1995年11月25日 | DonDokoDon                  | マサ小川       |
| さわやか乗馬倶楽部                       | まず乗って進もう               | 1995年12月2日  | 髙田万由子 辰巳琢郎         | 米山順         |
| さわやか乗馬倶楽部                       | 手綱さばきに挑戦               | 1995年12月9日  | 髙田万由子 辰巳琢郎         | 米山順         |
| さわやか乗馬倶楽部                       | 外乗を楽しむ                   | 1995年12月16日 | 髙田万由子 辰巳琢郎         | 米山順         |
| さわやか乗馬倶楽部                       | ゲームにチャレンジ             | 1995年12月23日 | 髙田万由子 辰巳琢郎         | 米山順         |
| さわやか乗馬倶楽部                       | 山麓外乗                       | 1995年12月30日 | 髙田万由子 辰巳琢郎         | 米山順         |
| 青春料理修業                             | めざせ おふくろの味            | 1996年1月6日   | DonDokoDon                  | 中垣内正明     |
| 青春料理修業                             | 包丁さばき自由自在             | 1996年1月13日  | DonDokoDon                  | 中垣内正明     |
| 青春料理修業                             | 素材の味を生かせ               | 1996年1月20日  | DonDokoDon                  | 中垣内正明     |
| 青春料理修業                             | 自分の味を極める               | 1996年1月27日  | DonDokoDon                  | 中垣内正明     |
| 挑戦!冬山登山                            | 雪上歩行                       | 1996年2月3日   | DonDokoDon                  | 山本篤         |
| 挑戦!冬山登山                            | 氷壁にアタック                 | 1996年2月10日  | DonDokoDon                  | 山本篤         |
| 挑戦!冬山登山                            | 体験!雪上キャンプ              | 1996年2月17日  | DonDokoDon                  | 山本篤         |
| 挑戦!冬山登山                            | めざせ!山頂                    | 1996年2月24日  | DonDokoDon                  | 山本篤         |
| 体感!ネイチャーフォト                    | 初めての一眼レフ               | 1996年3月2日   | タケカワユキヒデ 高田万由子 | 竹内敏信       |
| 体感!ネイチャーフォト                    | 表現テクニックを身につけよう!  | 1996年3月9日   | タケカワユキヒデ 高田万由子 | 竹内敏信       |
| 体感!ネイチャーフォト                    | ジャングルを写そう!            | 1996年3月16日  | タケカワユキヒデ 高田万由子 | 竹内敏信       |
| 体感!ネイチャーフォト                    | 組み写真に挑戦!                | 1996年3月23日  | タケカワユキヒデ 高田万由子 | 竹内敏信       |